# Musée archéologique civique (Chianciano Terme)
Pour les articles homonymes, voir Musée archéologique civique.
Le Musée archéologique civique de Chianciano Terme ou Museo delle Acque (ou Museo Civico Archeologico) est le musée d'archéologie locale de la ville de Chianciano Terme en province de Sienne, situé viale Dante.

## Collections
Le musée expose en particulier les vestiges de la nécropole de La Pedata,  un site étrusque local d'une vingtaine de tombes dont une au plafond particulièrement ouvragé, épargnée par  les pillages de tombaroli au XIXe siècle.
près de l'accueil
La tombe Morelli, découverte en 1995, celle d'un prince de la période orientalisante étrusque  (VIIe siècle av. J.-C.), trouvée avec son mobilier funéraire intact, a fait l'objet d'une reconstruction dans le  musée, avec les objets replacés dans la configuration de leur découverte.
Premier niveau en sous-sol
De nombreuses autres tombes sont reconstituées  issues de la necropoli di via Montale, de la necropoli di Tolle. 
La Mater Matuta étrusque, de nombreuses fois endommagée, fut transférée à Florence pour sa restauration ; elle est revenue à Chianciano Terme pour être  exposée au musée.

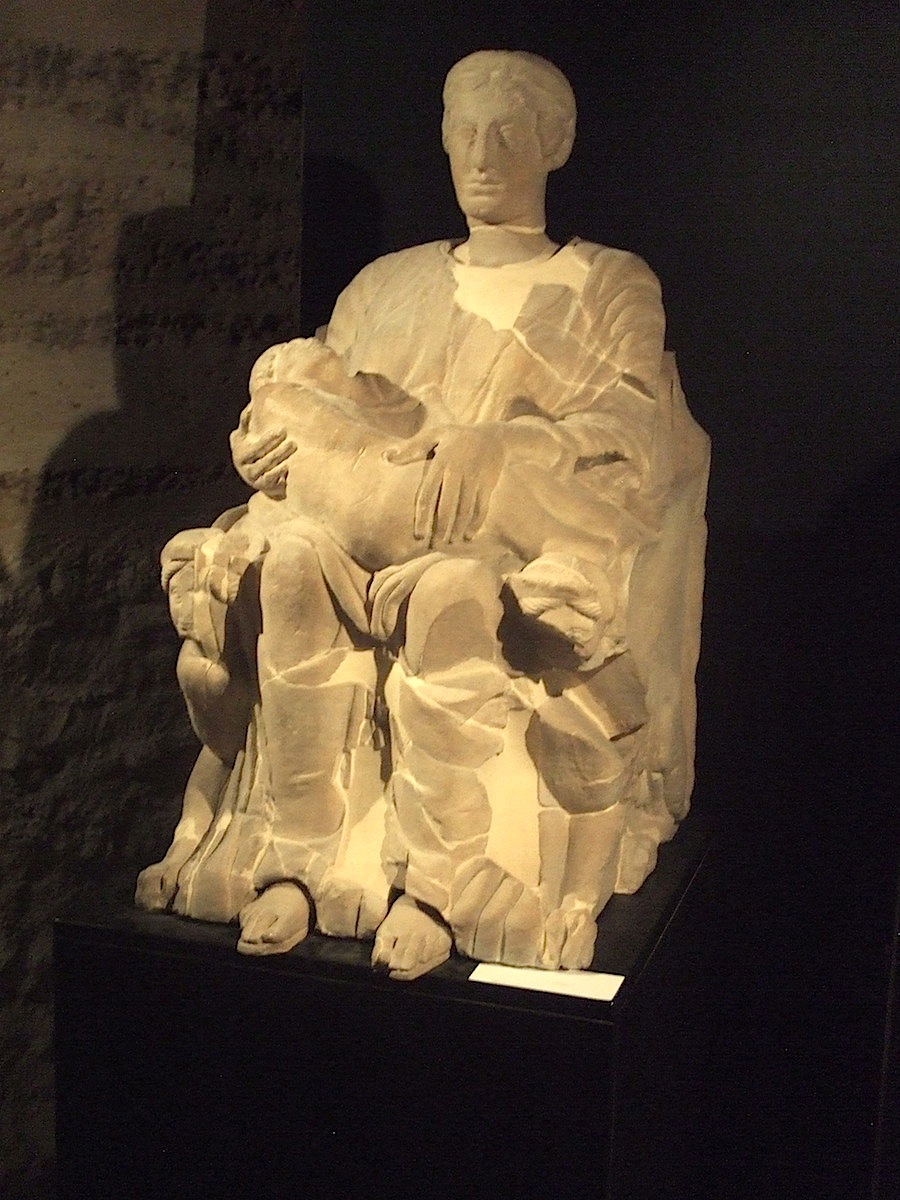
La Mater Matuta étrusque
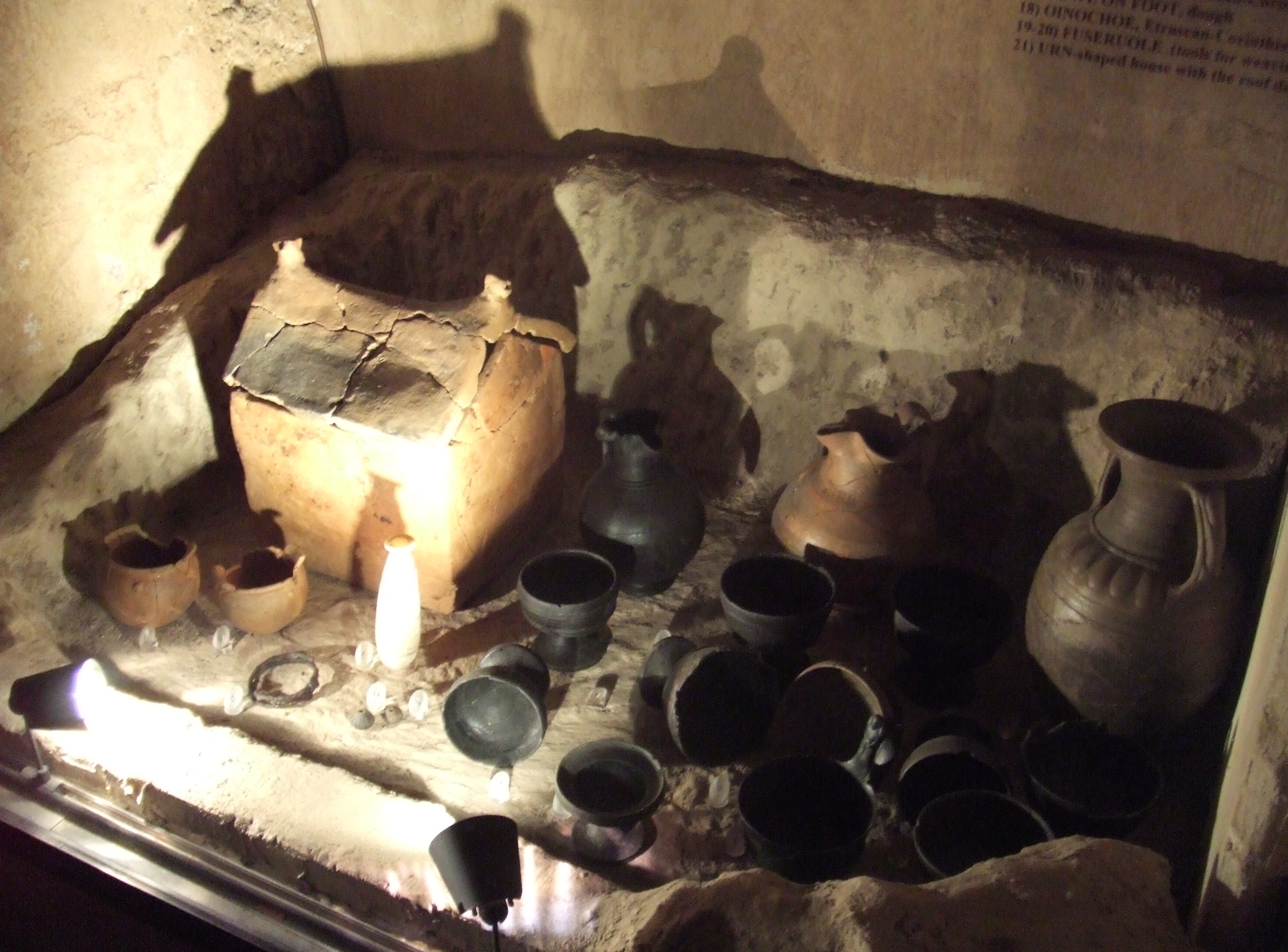
Trousseau funèbre à urne-cabane.
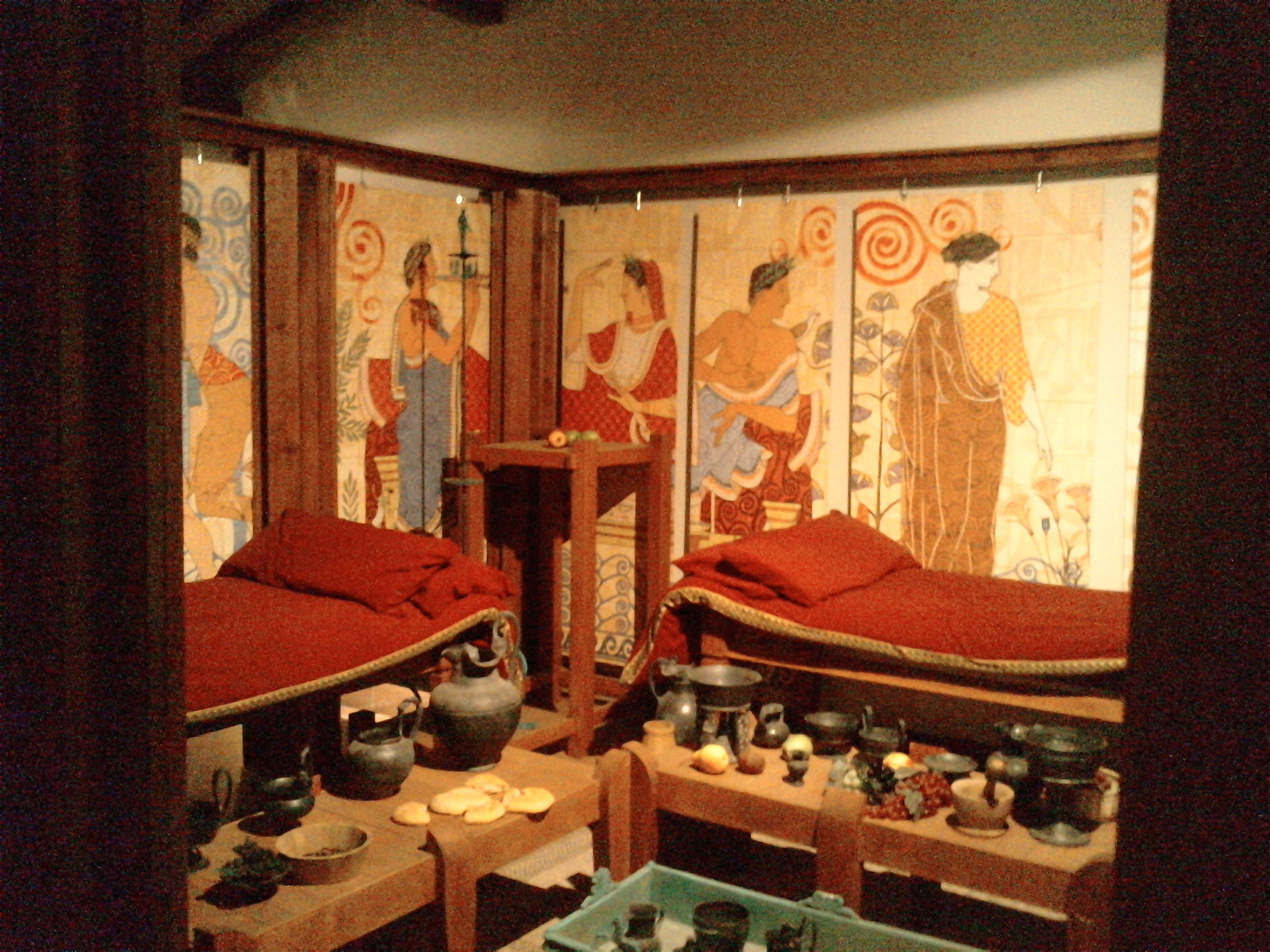
Reconstitution d'un symposium étrusque.
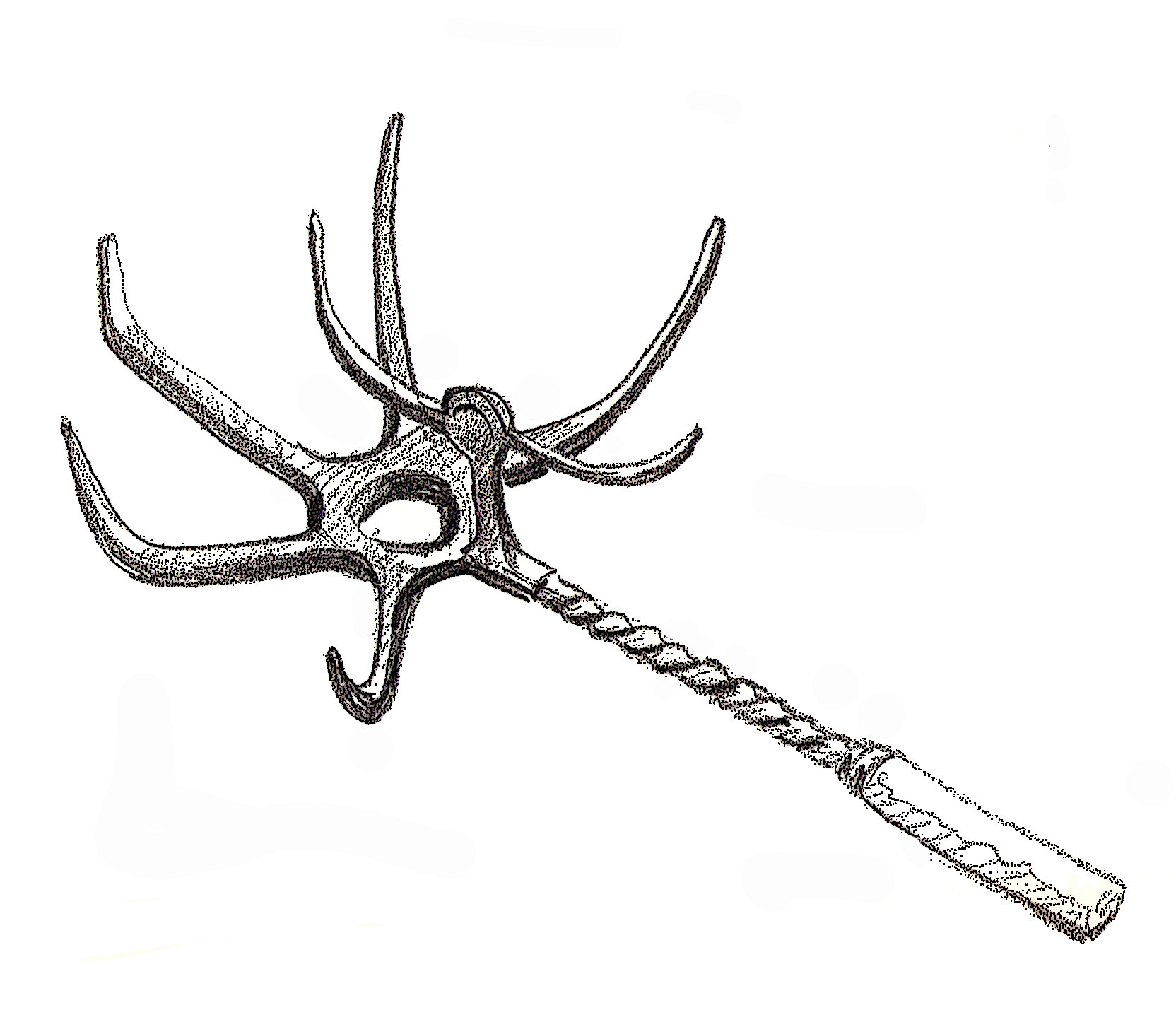
Vue d'artiste d'une broche à rôtir exposée.

- Expositions temporaires   à ce niveau
  - en 2010 : Étude détaillée de la complexité de l'hydraulique étrusque à la suite des fouilles et travaux de Doro Levi.
  - en 2012 : Confrontation des œuvres sculptées de Giorgio de Chirico et des figures étrusques.

Deuxième niveau,
Le fronton du Santuario dei Fucoli est exposé, en partie reconstitué.
Troisième niveau,
Exposition d'objets de la vie quotidienne des Étrusques, d'intérieurs reconstitués et de quelques vestiges romains.

## Anecdote
Les parois de la cabine de l'ascenseur sont décorées de reproductions de fresques étrusques.